# سقوط الرجل الميت
سقوط الرجل الميت (بالإنجليزية: Dead Man Down)‏ هو فيلم جريمة أُصدر في الولايات المتحدة سنة 2013.

## طاقم التمثيل
- كولين فاريل
- دومينيك كوبر
- نومي رابيس
- دومينيك كوبر

## القصة
تدور الأحداث في مدينة نيويورك حول سعي فيكتور للانتقام من أحد رجال العصابات لقيامه بقتل جميع أفراد عائلته، في نفس الوقت يفاجأ بجارته تطلب منه قتل أحد الأشخاص الذي تسبب في إصابتها بعاهة مستديمة بوجهها وتهدده برؤيتها له أثناء قيامه بقتل أحد الرجال داخل شقته.

## الميزانية والإيرادات
بلغت تكلفة إنتاج الفيلم حوالي $30 مليون بينما حقق أرباحاً تقدر بـ $18,074,539.

## روابط خارجية
- سقوط الرجل الميت على موقع IMDb (الإنجليزية)
- سقوط الرجل الميت على موقع ميتاكريتيك (الإنجليزية)
- سقوط الرجل الميت على موقع روتن توميتوز (الإنجليزية)
- سقوط الرجل الميت على موقع قاعدة بيانات الأفلام العربية
- سقوط الرجل الميت على موقع ألو سيني (الفرنسية)
- سقوط الرجل الميت على موقع أول موفي (الإنجليزية)
- سقوط الرجل الميت على موقع بوكس أوفيس موجو (الإنجليزية)
- سقوط الرجل الميت على موقع فيلمافينيتي (الإسبانية)
- سقوط الرجل الميت على موقع قاعدة بيانات الفيلم (الإنجليزية)
- سقوط الرجل الميت على موقع ليتربوكسد (الإنجليزية)